# Diecezja Jaszpur
Diecezja Jaszpur – diecezja rzymskokatolicka w Indiach. Została utworzona w 2006 z terenu diecezji Raigarh.

## Ordynariusze
- Victor Kindo † (2006–2008)
- Emmanuel Kerketta, od 2009